# Anthurium curicuriariense
Anthurium curicuriariense är en kallaväxtart som beskrevs av Thomas Bernard Croat. Anthurium curicuriariense ingår i släktet Anthurium och familjen kallaväxter. Inga underarter finns listade.